# Nyctimene aello
Nyctimene aello är en däggdjursart som först beskrevs av Thomas 1900.  Nyctimene aello ingår i släktet Nyctimene och familjen flyghundar. Inga underarter finns listade. Artepitet i det vetenskapliga namnet syftar på harpyan Aëllo (stormvind), som är en ande i grekisk mytologi.
Arten blir utan svans 103 till 144 mm lång, svanslängden är 14 till 31 mm och vikten varierar mellan 70 och 93 g. Det finns 78 till 88 mm långa underarmar, 16 till 23 mm långa bakfötter och 13 till 24 mm stora öron. Som hos andra släktmedlemmar förekommer rörformiga näsborrar. Typisk är stora ögon och avrundade öron. Ögonens regnbågshinna är rödbrun. Pälsen har en ljus gråbrun färg och på ryggens mitt finns en längsgående smal strimma. Kännetecknande är gula punkter på de ljusbruna öronen samt ljusa och mörka punkter på vingarna. Nyctimene aello har som alla flyghundar en klo vid andra fingret. Artens tandformel är I 1/0 C 1/1 P 3/3 M 1/2, alltså 24 tänder i tanduppsättningen.
Denna flyghund förekommer på Nya Guinea och mindre öar i samma region. Den vistas i låglandet och i bergstrakter upp till 1000 meter över havet. Habitatet utgörs av olika slags skogar samt träskmarker och arten uppsöker även trädgårdar. Individerna vilar ensam eller i små flockar gömda i växtligheten. Nyctimene aello äter frukter och den föredrar troligen fikon. I januari och februari observerades dräktiga honor. Exemplaren är nattaktiva.
För beståndet är inga hot kända och hela populationen anses vara stabil. IUCN listar arten som livskraftig (LC).